# Массовое захоронение в городе Губа
Массовое захоронение в Губе (азерб. Quba kütləvi məzarlığı) — массовое захоронение на берегу реки Гудиалчай в городе Губа (северо-восток Азербайджана), обнаруженное в 2007 году. Согласно заключению азербайджанских экспертов, представляет собой место захоронения местных жителей, ставших жертвами национальной резни, организованной в мае 1918 года вооружённым отрядом армянской партии «Дашнакцутюн» под командованием Амазаспа, подчинявшимся правительству Бакинской коммуны. Общая площадь массового захоронения — 514 м².
В настоящее время факт обнаружения массового захоронения в Губе активно используется в международной и внутригосударственной политико-идеологической кампании азербайджанского руководства, направленной на доказательство теории о «многовековой политике геноцида по отношению к азербайджанскому народу».
В 2010 году на месте захоронения было начато строительство Мемориального комплекса геноцида.

## История и современность

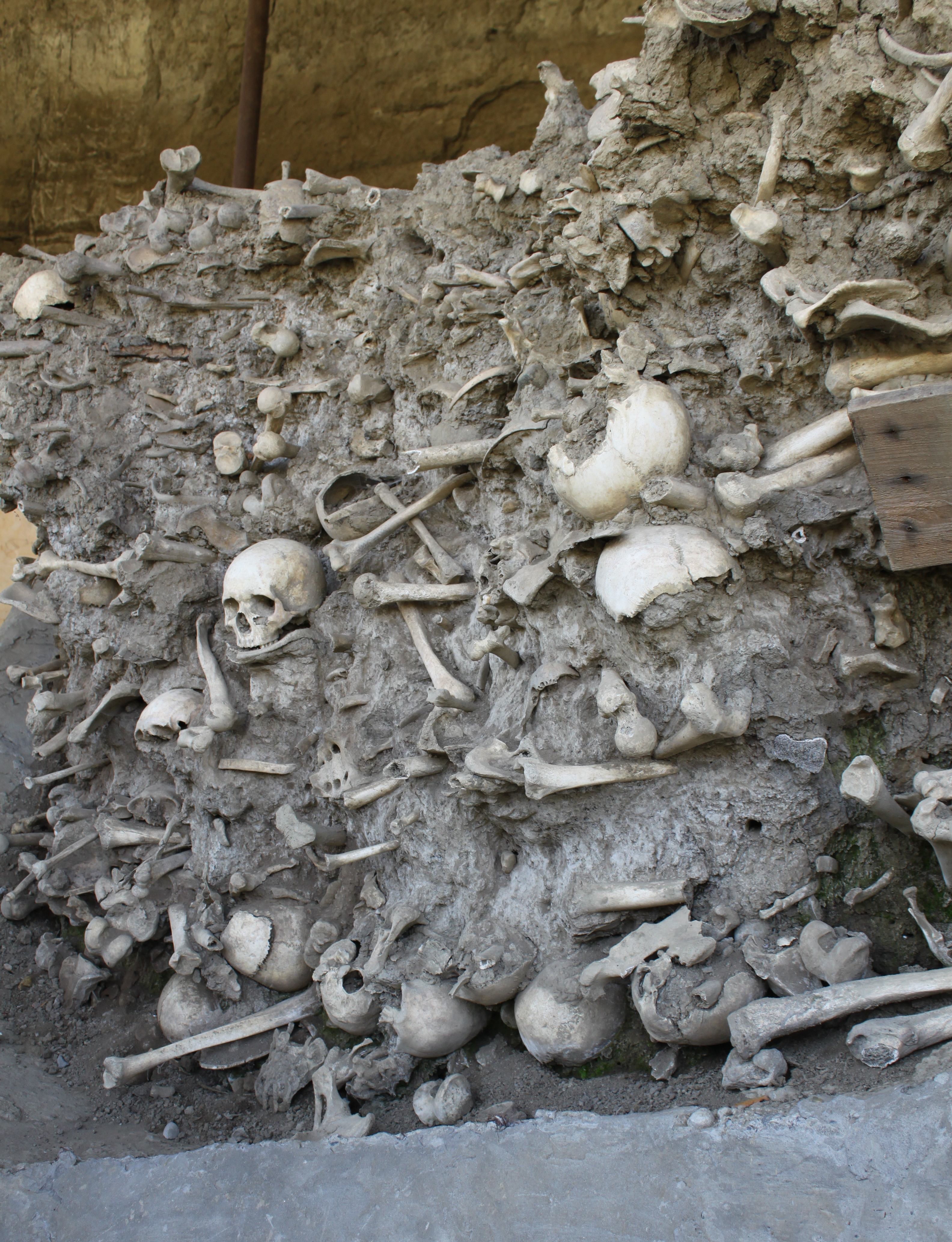
Массовое захоронение

События, происходившие весной 1918 года в Кубе и Кубинском уезде, а также в других районах Бакинской губернии, стали продолжением кровавых событий в Баку, способствовавших упрочению власти большевистско-эсеровского Бакинского совета при поддержке вооружённых отрядов армянской партии «Дашнакцутюн».
Согласно показаниям свидетелей, собранным Чрезвычайной следственной комиссией, сформированной правительством АДР в июле 1918 года для расследования преступлений против местного населения, армянский вооружённый отряд под командованием Амазаспа, направленный в мае 1918 года председателем Бакинского Совета народных комиссаров (СНК) и комиссаром по внешним делам С. Г. Шаумяном, провёл жестокие карательные акции в городе Кубе и мусульманских селениях Кубинского уезда, что привело к многочисленным жертвам среди местного азербайджанского населения. Эти показания подтверждаются некоторыми другими свидетельствами участников событий тех лет, на которые ссылаются современные азербайджанские исследователи. Все подобные факты интерпретируются ими как доказательство обоснованности теории о политике геноцида по отношению к азербайджанскому народу со стороны армян.
С того момента, как в Кубе было обнаружено массовое захоронение, во многих выступлениях азербайджанских представителей и в СМИ Азербайджана проводится мысль о несомненной связи между этим захоронением и жестокими расправами отряда Амазаспа с местным населением в этом районе.

## Захоронение
Массовое захоронение было обнаружено в 2007 году во время строительства стадиона. Для исследования захоронения в Кубу была направлена научная экспедиция Института археологии и этнографии Национальной академии наук Азербайджана. Уже 13 апреля 2007 года была представлена справка о первых результатах изучения останков. Как заявила директор Института археологии и этнографии НАН АР Маиса Рагимова, «антропологические исследования подтвердили, что эти люди — мусульмане»
.
А 18 апреля президент Академии наук Азербайджана академик Махмуд Керимов заявил, что предварительную экспертизу найденных останков проведут азербайджанские учёные. Также было отмечено, что «останки могут быть результатом как массового истребления людей, так и массовой эпидемии».
Кандидат исторических наук Аскер Алиев, участвовавший в экспедиции, рассказал следующие подробности: «Место, где разбросаны человеческие кости, обнаруженные на левой стороне реки Гудиалчай …, нельзя назвать могилой, потому что кости свалены друг на друга. Кости найдены в двух колодцах на берегу реки. Глубина одного из колодцев 5 м, другого — 2,5 м, между ними расстояние в 2 м. В наиболее глубоком колодце обнаружены сотни человеческих скелетов. То, что не найдено ни одного целого скелета, свидетельствует о том, что тела убитых сначала расчленялись, а затем сбрасывались в колодец».
5 сентября 2008 года археологические раскопки завершились. По словам сотрудника Института археологии и этнографии Национальной академии наук Азербайджана Гахрамана Агаева, руководителя научной экспедиции, ведущей исследования на месте захоронения, в ходе раскопок были обнаружены 2 ямы и 2 канала, заполненные человеческими останками: «В общей сложности, число черепов, найденных в канавах, … составило 211. Мы сегодня подсчитали количество черепов, обнаруженных в двух ямах. В первой яме их число составило свыше 200, во второй — 25… Из 211 черепов 24 принадлежат детям разного возраста, 28 — женщинам разного возраста, остальные — мужчинам… Из найденных во второй яме черепов 21 принадлежит детям 2-5 лет. В марте произошло осыпание боковых сторон второй ямы, поэтому её не удалось полностью сохранить». По его словам, в захоронении обнаружены останки «не только лиц азербайджанской национальности, но и лезгин, евреев, представителей других национальностей… при раскопках в Губе мы не нашли ни одной пули, все они были убиты ударом тупых предметов». Он также сообщил, основываясь на сведениях, полученных от местных жителей, что поблизости могут быть ещё подобные захоронения, поиск которых уже начат.
В сентябре 2009 года Гахраман Агаев сообщил, что часть костей из захоронения была отправлена в Объединение судебно-медицинской экспертизы и патологической анатомии министерства здравоохранения Азербайджана. По его словам, после обсуждения вопроса в Национальной академии наук и посещения места захоронения президентом страны Ильхамом Алиевым, в деле защиты найденных здесь костей от тления и разрушения были предприняты реальные шаги: «Кости будут обработаны специальными веществами, после чего снова вернутся в захоронение. Для защиты от тления оставшихся костей на захоронении будет построена лаборатория, потому что некоторые останки необходимо обработать на месте».
К 2011 году на 494  м² участка были проведены исследовательские работы, а оставшийся участок в 20  м² остался нетронутым для международных исследовательских работ. В целях защиты территории захоронения от селевых вод в русле реки Гудиалчай была построена защитная бетонная дамба длиной 400 м, а на территории была создана терраса.

## Политико-идеологическая кампания
Для привлечения внимания международной общественности к обнаруженному массовому захоронению уже в течение 2008—2009 годов были организованы посещения места захоронения — в частности, сообщалось о том, что его посетили председатель ПАСЕ Луис Мария де Пуч, сотрудники и студенты Дипломатической академии Германии, научные деятели Чехии.
18 сентября 2009 года массовое захоронение посетил президент Азербайджана Ильхам Алиев. 30 декабря 2009 года Ильхам Алиев издал указ о строительстве в Губе «Мемориального комплекса геноцида». На эти цели был выделен один млн. манатов. Отмечается, что начавшиеся в ноябре-декабре 2010 года строительные работы должны завершиться до августа-сентября 2012 года. В комплексе, состоящем из двух пирамидальных сооружений, каждый длиной 18 м, планируется воздвигнуть гранитный памятник Здесь также планируют создать 3 галереи.
Директор Института прав человека Национальной Академии Наук Азербайджана Ровшан Мустафаев обвинил армян в этом убийстве, в том числе и в «геноциде 3000 горских евреев», хотя по списку еврейской общины в Губе за тот период погибло всего 18 евреев.
Активное использование азербайджанским руководством факта обнаружения массового захоронения в качестве аргумента в международной и внутригосударственной политико-идеологической кампании, направленной на доказательство теории о многовековой политике геноцида по отношению к азербайджанскому народу, вызвало негативную реакцию со стороны ряда представителей армянского научного сообщества.
Так директор Музея-института Геноцида армян Айк Демоян заявил в январе 2010 года, что обнаруженное в Кубе массовое захоронение на самом деле является местом захоронения ок. 200 состоятельных армян и членов их семей, в том числе и их детей, изгнанных из города и убитых азербайджанцами в 1918 году. По его словам, армянская сторона располагает историческими документами и фактами, подтверждающими это.
Доктор биологических наук Левон Епископосян, профессор, научный руководитель группы генетики человека Института молекулярной биологии Национальной Академии наук Республики Армения, президент Армянского антропологического общества, в своём письме президенту Национальной Академии наук Азербайджанской Республики академику Керимову М. К. от 11 января 2012 г. вновь предложил провести совместное изучение азербайджанскими и армянскими специалистами (с возможным привлечением экспертов и из других стран) человеческих останков из массового погребения в городе Куба, отметив, что этот вопрос эксплуатируется в политических целях «людьми, далекими от академической науки», причём «сами захоронения, в зависимости от конъюнктуры, признавались то азербайджанскими, то еврейскими, то лезгинскими». По мнению Л. Епископосяна, распоряжение президента Азербайджанской Республики о строительстве в Кубе Мемориального комплекса геноцида «формально узаконило не проверенную независимыми специалистами и не подтверждённую научными исследованиями политически ангажированную версию причины гибели людей». Предложение допустить армянских специалистов к совместной антропологической и генетической экспертизе найденных в Кубе останков, содержавшееся в письме профессора Епископосяна от 10 февраля 2010 г., осталось без ответа.